# Миколаївка (Карпівська сільська громада)
Миколаївка — село в Україні, у Криворізькому районі Дніпропетровської області. Входить до складу Карпівської сільської громади. До 2019 року мало статус селища міського типу.
Миколаївка формально була адміністративним центром Миколаївської селищної ради, але вся адміністрація ради переведена в Карпівку. У 2011—2012 роках Миколаївка була повністю знесена у зв'язку з розширенням відвалу Інгулецького ГЗК. Станом на 2012 рік залишилося тільки кладовище, яке також буде засипане. Проте статистика фіксує появу населення — з 2015 року у смт проживає 2 особи. У 2019 році віднесено до категорії сіл.

## Географія
Село Миколаївка знаходиться на правому березі річки Інгулець, на протилежному березі розташоване село Радевичеве. Селом тече річка Донська.

## Історія
Виникло в другій половині XIX століття а як село Велике Сіромашине. В 1901 рік році перейменоване в село Козельське.
Станом на 1886 у селі, центрі Миколаївської першої волості Херсонського повіту Херсонської губернії, мешкало 474 особи, налічувалось 92 дворових господарства, православна церква та лавка.
Також там знаходилась залізнична станція Ніколо-Козельськ (Миколо-Козельськ), Інгулецької гілки Катерининської залізниці, яка пізніше була зруйнована через те, що недалеко знаходився кар'єр та шахтні пустоти.
24 травня 1957 року село Миколаївка та селище залізничної станції Миколо-Козельськ об'єднано в один населений пункт Миколаївка з віднесенням його до категорії смт.
За даними 2010 року населення селища 50 осіб.

## Населення

### Мова
Розподіл населення за рідною мовою за даними перепису 2001 року:
| Мова       | Кількість | Відсоток |
| ---------- | --------- | -------- |
| українська | 837       | 92.49%   |
| російська  | 59        | 6.52%    |
| білоруська | 9         | 0.99%    |
| Усього     | 905       | 100%     |

## Екологія
До села примикають:
- Інгулецький кар'єр. ВАТ «Інгулецький гірничо-збагачувальний комбінат». Видобуток залізної руди відкритим способом.
- Відвал пустої породи ВАТ «ІнГЗК».
- Шламовідстійники Інгулецького ГЗК.
- Родовище урану «Михайлівське», перспективне для розробки.

## Відомі люди
Народився український педагог, Герой Соціалістичної Праці Осадчий Максим Романович.
Народився та працював педагог, кавалер орденів Леніна, Трудового Червоного прапора Пироженко Харитон Силович. Директор Миколаївської середньої школи з 1939 по 1941р. і з 1944 по 1952 роки.
Пироженко Володимир Харитонович - Ветеран Великої вітчизняної війни, кандидат технічних наук, вчений -винахідник. Кавалер орденів Вітчизняної війни другого ступеня та ордена Богдана Хмельницького I ступеню